# Семёновское сельское поселение (Рязанская область)
Семёновское сельское поселение — муниципальное образование (сельское поселение) в Рязанском районе Рязанской области.
Административный центр — деревня Секиотово.

## История
Семёновское сельское поселение образовано в 2006 г.
Законом Рязанской области от 11 мая 2017 года № 26-ОЗ, были преобразованы, путём их объединения, Ровновское и Семёновское сельские поселения — в Семёновское сельское поселение с административным центром в деревне Секиотово.

## Население
| 2010  | 2012  | 2013  | 2014  | 2015  | 2016  | 2017  |
| ----- | ----- | ----- | ----- | ----- | ----- | ----- |
| 959   | ↘954  | ↗980  | ↗993  | ↗1027 | ↗1035 | ↗1047 |
| 2018  | 2019  | 2020  | 2021  |       |       |       |
| ↗3453 | ↘3434 | ↘3403 | ↘2380 |       |       |       |

## Состав сельского поселения
| №  | Населённый пункт  | Тип населённого пункта          | Население |
| -- | ----------------- | ------------------------------- | --------- |
| 1  | Аблово            | деревня                         | 7         |
| 2  | Агарково          | деревня                         | 49        |
| 3  | Алтухово          | деревня                         | 2         |
| 4  | Взметнево         | деревня                         | 20        |
| 5  | Городищево        | деревня                         | 75        |
| 6  | Дубровка          | деревня                         | 0         |
| 7  | Дьяконово         | деревня                         | 3         |
| 8  | Матчино           | деревня                         | ↘19       |
| 9  | Мельгуново        | деревня                         | 7         |
| 10 | Никольское        | село                            | ↘16       |
| 11 | Оленинское        | деревня                         | 59        |
| 12 | Прудный           | посёлок                         | 92        |
| 13 | Пущино            | село                            | ↘105      |
| 14 | Ровное            | деревня                         | 538       |
| 15 | Секиотово         | деревня, административный центр | ↗633      |
| 16 | Семено-Никольское | деревня                         | 73        |
| 17 | Семено-Оленинское | деревня                         | 49        |
| 18 | Серовское         | деревня                         | 21        |
| 19 | Стенькино         | посёлок                         | 1677      |